# AMD K8
AMD K8 해머 (코드명 슬레지해머)는 AMD가 AMD K7 애슬론 마이크로아키텍처의 후속으로 설계한 컴퓨터 프로세서 마이크로아키텍처이다. K8은 X86 명령어 집합에 대한 AMD64 64비트 확장의 첫 번째 구현이었다.

## 프로세서
K8 코어를 기반으로 하는 프로세서는 다음과 같다:
- 애슬론 64 - 첫 번째 64비트 소비자 데스크톱
- 애슬론 64 X2 - 첫 번째 듀얼 코어('X2') 데스크톱
  - 애슬론 X2 - 나중에 출시된 '64'가 생략된 듀얼 코어 데스크톱
- 애슬론 64 FX - 매니아용 데스크톱 (배율 잠금 해제)
- 셈프론 - 저가형 데스크톱
- 옵테론 - 서버 시장
- 튜리온 64 - 모바일 컴퓨팅 시장
- Turion 64 X2 - 듀얼 코어 모바일 프로세서

K8 코어는 K7과 매우 유사하다. 가장 큰 변화는 AMD64 명령어와 온칩 메모리 컨트롤러의 통합이다. 메모리 컨트롤러는 메모리 대기 시간을 극적으로 줄여주며, K7에서 K8로의 성능 향상 대부분을 담당한다.

## 명명법
PC 커뮤니티에서는 애슬론 64 프로세서 제품군에 K8 코드네임을 사용한 이후, AMD가 더 이상 K-명명법(원래 크립토나이트를 의미했음)을 사용하지 않는 것으로 인식되고 있다. 이는 2005년 초 이후 공식 AMD 문서 및 보도 자료에서 K8을 넘어서는 K-명명법 명칭이 나타나지 않았기 때문이다. AMD는 이제 코드명 K8 프로세서를 패밀리 0Fh 프로세서라고 부른다. 10h와 0Fh는 CPUID X86 프로세서 명령어의 주요 결과를 나타낸다. 십육진법에서 0F(h) (h는 십육진법을 나타냄)는 십진법으로 15와 같고, 10(h)는 십진법으로 16과 같다. (가끔 나타나는 "K10h" 형태는 "K" 코드와 패밀리 식별 번호의 부적절한 혼합이다.)

## 같이 보기
- AMD 애슬론 64 프로세서 목록 - 데스크톱
- AMD 애슬론 X2 프로세서 목록 - 데스크톱
- AMD 셈프론 프로세서 목록 - 저가형
- AMD 옵테론 프로세서 목록 - 서버
- AMD 튜리온 프로세서 목록 - 모바일
- AMD K9
- AMD 10h
- 짐 켈러 (엔지니어)